# Presbytis percura
Presbytis percura is een zoogdier uit de familie van de apen van de Oude Wereld (Cercopithecidae). De wetenschappelijke naam van de soort werd voor het eerst geldig gepubliceerd door Marcus Ward Lyon in 1908.

## Voorkomen
De soort komt voor in het oosten van Sumatra.